# Caio Sextílio
Caio Sestílio ou Caio Sextílio (em latim: Caius Sextilius) foi um político da gente Sestília nos primeiros anos da República Romana, eleito tribuno consular em 379 a.C..

## Identificação
A gente Sestília era de origem plebeia e aparece pela primeira em 379 a.C., com a eleição de Caio Sestílio. A gente, apesar disto, não obteve grande distinção e seu nome não aparece mais nos Fastos Consulares. Até o final da República e durante Império, aparecem alguns "Sestílios" (ou "Sextílios"), com diferentes cognomes, mas esta gente não estava dividida em famílias com prenomes distintos.

## Tribunato consular (379 a.C.)
Segundo Lívio, em 379 a.C., Caio Sestílio foi eleito tribuno com Públio Mânlio Capitolino, Caio (ou Cneu) Mânlio Vulsão, Lúcio Júlio Julo, Marco Albínio e Lúcio Antíscio. Segundo os Fastos Capitolinos, foram eleitos ainda Públio Trebônio e Caio Erenúcio.
Este foi um ano para o qual foram eleitos um número igual de tribunos patrícios e plebeus.
Lúcio Júlio permaneceu em Roma enquanto o comando da campanha contra os volscos foi entregue, através de um procedimento extraordinário, a Públio Mânlio e seu irmão, Caio Mânlio. Apesar da inexperiência dos comandantes, a campanha só não terminou como uma derrota completa graças ao valor dos soldados romanos.